# Nepenthes diabolica
Nepenthes diabolica — вид квіткових рослин родини непентесових (Nepenthaceae). Описаний у 2020 році.

## Поширення
Ендемік індонезійського острова Сулавесі. Росте у тропічних гірських лісах в провінції Центральне Сулавесі на висотах 2200—2300 м над рівнем моря.